# Microsoft Outlook
Microsoft Outlook (též Outlook či Microsoft Office Outlook) je e-mailový a groupwarový klient od společnosti Microsoft, který je standardně součástí Microsoft Office. Obsahuje klienta elektronické pošty, vedení kontaktů, organizaci času, úkolů, poznámek a deník. Produkt je k dispozici i jako samostatná aplikace a často je nasazován ve spolupráci s Microsoft Exchange Server pro firmy vyžadující sdílení pošty a organizaci schůzek.

## O MS Outlook
Aplikace Microsoft Outlook je software pro správu firemních i soukromých e-mailů, kontaktů a úkolů. Vznikl roku 1997 jako náhrada za předchozí službu hotmail.com a měl tehdy asi 400 milionů uživatelů.
Nejnovější verze MS Outlook 2018 již jako menu obsahuje pás karet, podobně jako ostatní produkty ze systému MS Office.

## Formát .PST
Microsoft Outlook využívá soubory s příponou .PST. Tento druh souborů je vygenerován programem pro ukládání emailů, kontaktů, schůzek,... uživatele na pevném disku počítače. V případě použití Microsoft Exchange Serveru se pro práci v režimu offline vytváří soubor .OST. Bohužel jednoduchý přístup do .OST souborů pouhým přejmenováním koncovky není možné.

### Verze pro Microsoft Outlook 97–2002
MS Outlook od verze 97 až do verze 2002 používal jeden formát. Jednou z nevýhod byla maximální kapacita 2 GB. Pokud se tato kapacita přesáhla, PST soubor se poškodil. Obvykle pak způsoboval zamrznutí Outlooku při používání nebo při startu. Stačí zredukovat velikost emailové schránky (promazání emailů) nebo manuální smazání PST souboru s veškerou poštou (ten se vytvoří automaticky při příštím startu programu), což je opravdu jednoduché a poněkud drastické řešení situace.

### Verze pro Microsoft Outlook 2003
MS Office 2003 uvedl nový formát pro tento soubor s podporou velikosti až 20 GB. Další výhodou nového formátu je podpora vícejazyčných dat v kódování Unicode. MS Office 2007 tento formát zachoval.

## Historie verzí
| Rok vydání | Verze        |
| ---------- | ------------ |
| 1997       | Outlook 97   |
| 1998       | Outlook 98   |
| 1999       | Outlook 2000 |
| 2001       | Outlook 2002 |
| 2003       | Outlook 2003 |
| 2006       | Outlook 2007 |
| 2010       | Outlook 2010 |
| 2013       | Outlook 2013 |
| 2015       | Outlook 2016 |
| 2018       | Outlook 2019 |
| 2021       | Outlook 2021 |